# دانشگاه ایالتی جنوبی شرقی اکلاهما
دانشگاه ایالتی جنوبی شرقی اکلاهما (به انگلیسی: Southeastern Oklahoma State University) یک دانشگاه عمومی، واقع در «دورانت» می‌باشد. تعداد دانشجویان در مقطع لیسانس در این دانشگاه در سال ۲۰۰۵ حدود ۴۰۰۰ نفر بوده‌است. سال ۲۰۰۹ یکصدمین سالگرد تأسیس این دانشگاه قدیمی می‌باشد.

## مشاهیر
- دنیس رادمن